# 北点地梅
北点地梅（学名：Androsace septentrionalis）又称雪山点地梅，为报春花科点地梅属下的一个种。

## 扩展阅读
- 維基物種上的相關：北点地梅